# Горбатко, Валерий Степанович
Валерий Степанович Горбатко (род. 14 августа 1949 года в Апшеронске) — советский и украинский промышленник. Заслуженный работник промышленности Украины (1996), лауреат Государственной премии Украины в области архитектуры.

## Биография
Валерий Горбатко родился 14 августа 1949 года в Апшеронске, Краснодарский край, РСФСР. В 1971 году окончил химико-технологический факультет Одесского политехнического института. Работал оператором цеха по производству аммиака, начальником смены, заместителем начальника цеха на Черкасском производственном объединении «Азот».
С 1976 года работал на Одесском припортовом. Прошёл трудовой путь от начальника цеха аммиака до директора предприятия (с 1986), которое возглавлял 30 лет подряд. Под его руководством на заводе была проведена реконструкция и модернизация многих цехов и объектов завода. В результате завод был награждён «Золотой Звездой Европы» и принят в члены Международной ассоциации производителей удобрений.
В 2006 году за архитектуру физкультурно-спортивного комплекса Одесского припортового завода в городе Южном, Одесская область, присуждена Государственная премия в области архитектуры. В том же году стал «Человеком года» в категории «промышленник года».
Почётный гражданин Одессы и Южного, почётный житель Одесской области. Полный кавалер ордена «За заслуги».